# Heminothrus ovatus
Heminothrus ovatus är en kvalsterart som först beskrevs av Balsi Chand Kundu och Durga Charan Mondal 1978.  Heminothrus ovatus ingår i släktet Heminothrus och familjen Camisiidae. Inga underarter finns listade i Catalogue of Life.